# Женщина в комнате
«Женщина в комнате» (англ. The Woman in the Room) (1983) — американская короткометражная психологическая драма с элементами триллера по мотивам рассказа Стивена Кинга «Женщина в палате» из сборника «Ночная Смена» (1978). Режиссёрский дебют Фрэнка Дарабонта, являющийся первым из четырёх проектов, основанных на произведениях Кинга.

## Сюжет
Главный герой, Джон (Джонни), роется в шкафчике с медикаментами в ванной. Он достаёт таблетки с обезболивающим.
Джон навещает в больнице свою смертельно больную 60-летнюю мать после операции. Та хочет, чтобы боль наконец прекратилась. Джон решает налить матери воды, идёт в ванную и высыпает таблетки в ладонь. Он говорит, что принёс аспирин из дома, но затем высыпает таблетки в карман. Напоив мать, он даёт ей покурить.
Дома Джон звонит брату Кеву (Кевину), сообщает, что их мать скоро умрёт, и что врачи больше ничем не могут ей помочь. Он просит его отпроситься с работы и навестить её, пока ещё не поздно.
Джон работает адвокатом. В разговоре с подзащитным, которому светит смертная казнь за убийства, он сообщает, что его мать больна раком желудка, что ей сделали хордэктомию и что она не может ходить. Клиент говорит, что его другу, которому миной оторвало обе ноги во Вьетнаме, после чего началась гангрена, тоже проводили ту же операцию. Джон просит клиента одеваться менее броско, и даёт ему галстук. Джон предлагает подзащитному симулировать невменяемость, тот отказывается. Джон спрашивает, сколько тот убил человек, на что получает ответ, что если считать войну, то он сбился со счёта. При убийствах тот ничего не чувствовал, лишь оттачивал мастерство. Лишь один раз он испытал эмоции — когда убил того самого друга, превратившегося после операции в овоща. Напоследок Джон рекомендует клиенту побриться и надеть галстук, а тот ему — бросить курить. Услышав, что он тоже курит, подзащитный отвечает, что если он бросит, то всё равно дольше не проживёт. Когда Джон уходит, подзащитный говорит вполголоса: «Маме от меня привет, господин адвокат».
Джон, переживая о матери, усиленно курит и пьёт таблетки. Ему снится, что он сидит на стуле посреди коридора в больнице и читает книгу, а навстречу ему на инвалидной коляске катится завёрнутое в саван тело. Он в ужасе бежит, но в лифте вновь натыкается на него. Приоткрыв саван, Джон видит лицо умершей матери. Неожиданно он улыбается и обнимает внезапно иссохшее тело.
Джон вновь навещает мать и рассказывает её момент из прошлого — отец ещё жив, ему лет 5, Кевин ещё не родился, и они посещают Тихоокеанский парк, который ещё не закрыли. Карусель, колесо обозрения, сахарная вата. Джонни был счастлив, а отец красиво выглядел в форме с медными пуговицами. Тогда он так гордился, что родители были с ним. Мать рада, что сын часто навещает её. Джон просит ту пошевелить руками. та говорит, что левая двигается лучше правой, и даже щёлкает пальцами, но она ей ничего не чувствует. Затем Джон просит мать достать что-нибудь из своей сумочки, и говорит, что левая рука у неё всегда была сильнее — она и била его ей. Мать говорит, что год назад она могла толкать две тележки с посудой. Она просит Джона дать ей две таблетки аспирина. Тот предлагает ей таблетки из дома, более сильные. Мать спрашивает, можно ли их разжевать, и Джон говорит, что этого не должны видеть врачи. Он даёт ей одну. Вкус негорький, мать просит ещё. Джон начинает кормить её таблетками. Оба молчат, у него трясутся руки, но он продолжает, пока таблетки не заканчиваются.
Мать сначала сжимает пустую баночку, затем руку сына. Она говорит, что хочет поспать, и благодарит Джонни за тот день в парке и за то, что он всегда был хорошим сыном. Джон со слезами на глазах говорит «Я люблю тебя, мама», целует её в руку и лоб и уходит. Женщина закрывает глаза.

## Роли
- Майкл Корнелисон/Michael Cornelison,
- Ди Крокстон/Dee Croxton,
- Брайан Либби/Brian Libby
- Джордж Расселл[2]
- Боб Брюнсон/Bob Brunson[3]

## Перевод
Авторский (одноголосый) — Алексей Яковлев, 2009 г.